# Axel Schmitt

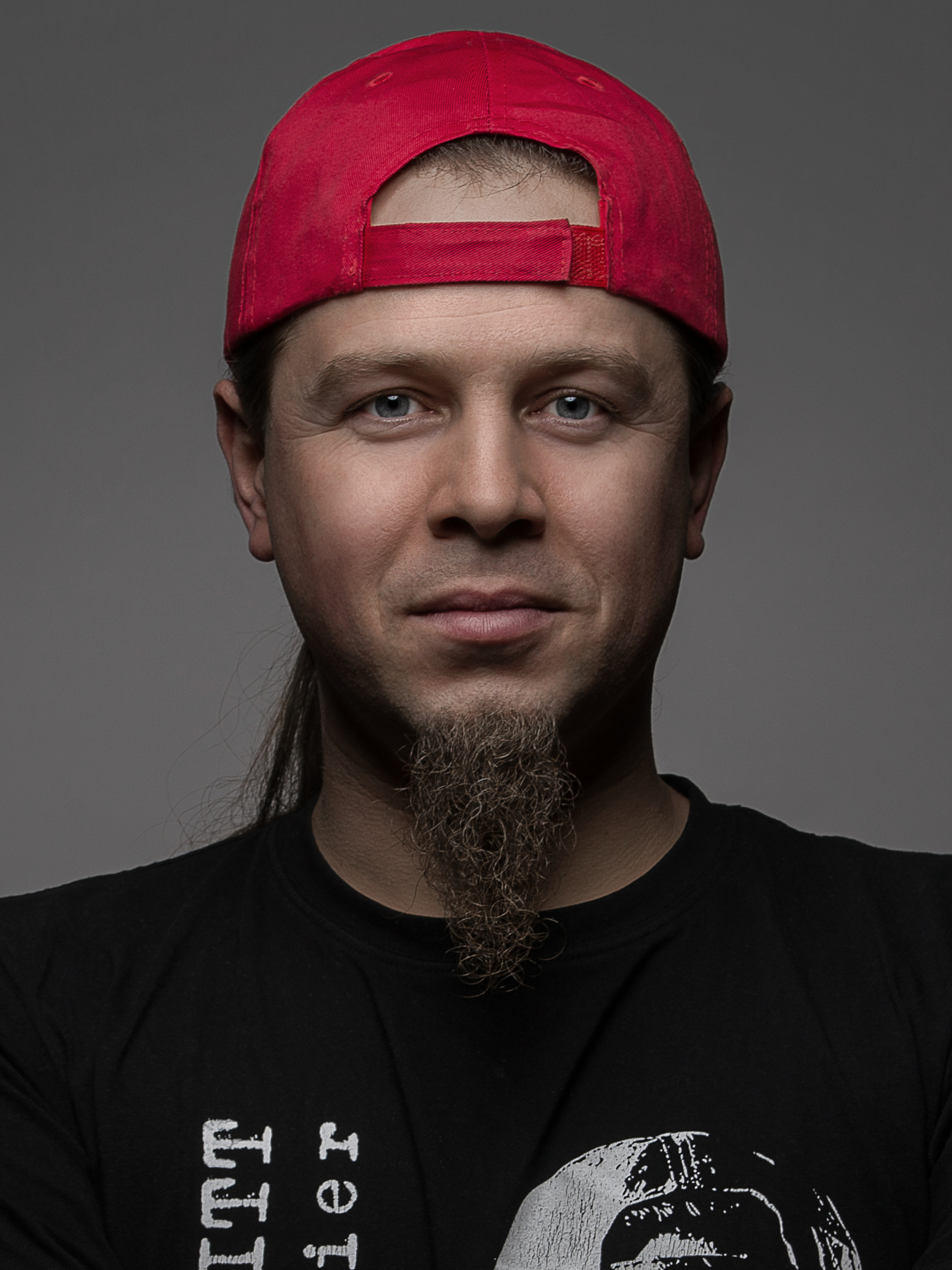
Porträt Axel Schmitt 2021

Axel Schmitt (* 14. Mai 1981 in Schweinfurt) ist ein deutscher Bäckermeister, Brot-Sommelier, Konditor und Keynote-Speaker. Er gilt als „Rockstar des Bäckerhandwerks“ und ist u. a. durch seine Aktivitäten als „Wacken-Bäcker“ beim Wacken Open Air sowie durch zahlreiche TV-Aktivitäten einem breiten Publikum bekannt.

## Leben
Schmitt stammt aus einer Bäckerfamilie in Frankenwinheim (Unterfranken). Nach seiner Ausbildung in Kürnach zum Bäcker absolvierte er die Gesellenprüfung zum Bäcker. Es schloss sich eine weitere Ausbildung in Würzburg zum Konditor an. Seine Bundeswehrzeit verbrachte er als Schlagzeuger beim Heeresmusikkorps Veitshöchheim. Es folgten Wanderjahre in diversen Betrieben und die Ausbildung zum Bäckermeister, die er 2003 an der Akademie Deutsches Bäckerhandwerk Weinheim mit Auszeichnung abschloss. Im Jahr 2016 folgten dort Ausbildung nebst Abschluss zum Brot-Sommelier, gleichsam mit Bestnote. Axel Schmitt führt seit dem Jahr 2015 als geschäftsführender Gesellschafter die Bäckerei Schmitt GmbH in Frankenwinheim in 4. Generation fort. Privat ist er Schlagzeuger in der Heavy-Metal-Band Serpent Smile. Schmitt ist mit Ehefrau Eva verheiratet und hat mit ihr zwei Söhne.

## Aktivitäten in der Musik-Szene
Im Zuge seiner Ausbildung zum Brot-Sommelier bzw. der dazu erforderlichen Projektarbeit hat sich Axel Schmitt mit der Frage beschäftigt, ob die Beschallung von Sauerteig mit lauter Musik Effekte auf die Teigreifung und das Aroma eines Brotes hat. Hierbei wurde er von Andreas Lehmann von der Hochschule für Musik Würzburg, dem Sauerteiglabor der Ernst Böcker GmbH & Co. KG und Bernd Kütscher als Direktor der Akademie Deutsches Bäckerhandwerk Weinheim unterstützt. Das Projektthema wurde öffentlich bekannt und führte zu bundesweiten Berichten, u. a. in der Bild-Zeitung, im Focus und in weiteren bayerischen und überregionalen Medien.
Hierdurch wurde Thomas Jensen als Gründer des Wacken Open Air auf Axel Schmitt aufmerksam, der seit dem Jahr 2008 auf dem Festival als offizieller „Wacken-Bäcker“ agiert. Vor Ort wirkt er mit Bühnenauftritten und Backshows mit den Stars des Festivals mit, letztere für die gemeinnützige Wacken Foundation.
Wacken-Bäcker Axel Schmitt arbeitet mit verschiedenen Bands aus der Heavy-Metal und Power-Metal Szene zusammen. Mit der Band Crossplane wurde im Dezember 2018 ein gemeinsames Weihnachtsvideo gelauncht, in dem der Klassiker „In der Weihnachtsbäckerei“ von Rolf Zuckowski verfremdet wird. Auch mit Rage (Band) gibt es gemeinsame Aktivitäten.
Auf den Social-Media-Kanälen der Band Hämatom wurde eine gemeinsame Backaktion mit Schmitt gelauncht, das in dessen Showbackstube entstanden ist. Außerdem durfte Schmitt der Song „FCK CRN“ (Disemvoweling von „Fuck Corona“) der Band für ein eigenes Video mit Bäckerfreunden nutzen, welches auf verschiedenen Social Media Seiten platziert wurde und viral ging.
Im Rahmen des Wacken Open Air 2024 performte Schmitt, der bereits seit seiner Jugend Schlagzeug spielt, als Gastmusiker bei der 40th Anniversary Show der Band Rage deren Song "Straight to Hell" live auf einer der Hauptbühnen.

## Social Media
Überregionale Bekanntheit erlangte Axel Schmitt auch durch seine Aktivitäten in den Sozialen Netzwerken. Dort veröffentlicht er neben Einblicken in seinen Alltag mehrmals pro Woche auch verschiedene Rezept-Videos und Backtipps.
Auf Instagram, TikTok, Facebook und YouTube spricht er eine Zielgruppe von insgesamt mehr als 600.000 Personen aller Altersgruppen an.

## Fernsehbäcker
Seit dem Jahr 2018 hat Axel Schmitt eine Backsendung mit dem Titel „Iss gut jetzt“ bei dem Regionalsender TV Mainfranken, der im dritten Programm ausgestrahlt wird, mit bereits über 100 Folgen. Seit dem Jahr 2020 kamen TV-Auftritte in bundesweiten Medien hinzu, u. a. bei Pro7, RTL, BR, ARD, ZDF, DW, DMAX und im Sat1 Frühstücksfernsehen.
In der Kabel 1 Sendung Abenteuer Leben ist er regelmäßiger Gast, wo er unter dem Titel „Backen in geil“ verschiedene Backwaren und Konditoreiwaren auf unkonventionelle Weise herstellt.
Seit dem Jahr 2020 gehört Axel Schmitt als Bäckermeister zur Stammbesetzung des Sat.1 Frühstücksfernsehens, mit Aufzeichnungen aus seiner eigenen Showbackstube in Frankenwinheim sowie auch mit Live-Auftritten aus dem Studio in Berlin.
Im ZDF-Fernsehgarten vom 31. Juli 2022 hat Schmitt im Zuge eines Rekordversuchs live mehr als 20 Brezeln in 90 Sekunden geschlungen und mit insgesamt 22 geschlungenen Brezeln einen neuen Rekord aufgestellt.

## Publikationen
Am 2. August 2022 ist im marktführenden Koch- und Backbuchverlag Gräfe und Unzer ein Backbuch von Axel Schmitt erschienen, mit dem Titel „Das einfachste Brot des Welt“. Aufgrund eines Promo-Auftritts von Schmitt im Sat.1 Frühstücksfernsehen am Tag des Erscheinens gelangte das Buch an den Folgetagen in die Top 20 sämtlicher verkaufter Bücher bei Amazon. Dort blieb es bei den Backbücher-Bestsellern.
Sein zweites Buch, das am 4. Januar 2024 erschienen ist, trägt den Namen „Schlank mit Brot“ und basiert auf einem Selbstversuch, mit dem er nach eigenen Angaben durch den erhöhten Konsum von Brot mehrere Kilo verloren hat. Das Buch wurde zum Spiegel-Bestseller.

## Sonstige Aktivitäten
Neben der Leitung seiner Bäckerei ist Schmitt als Markenbotschafter für verschiedene Unternehmen tätig, außerdem für seine Heimatregion rund um Schweinfurt. Zudem veranstaltet er Event-Backkurse für Unternehmen und Gruppen. Als Keynote-Speaker wird er nach eigenen Angaben auch außerhalb der Backbranche gebucht.
Seit Oktober 2020 wird in der Tsingtao (Brauerei) in Qingdao (China) ein von Axel Schmitt entwickeltes Bierbrot auf dem Brauereigelände gebacken und unter dem Namen von Axel Schmitt verkauft. Zu den Besonderheiten der Rezeptur gehört „sonic sourdough“, also mit Musik beschallter Sauerteig.
Im April 2024 hat die Lufthansa verkündet, dass es ab Mai ein Brot von Axel Schmitt in den Premiumklassen der Airline geben wird.

## Auszeichnungen
Im Jahr 2020 wurde die von Axel Schmitt geleitete Bäckerei mit dem Branchenpreis „Zacharias“ auszeichnet. Im Jahr 2021 folgte der Branchen-Award „Marktkieker“ sowie der Bayerische Staatsehrenpreis.
2022 wurde Schmitt als „World Baker of the Year“ ausgezeichnet, der höchsten Auszeichnung im Bäckerhandwerk, verliehen vom Bäcker- und Konditoren-Weltverband UIBC in Madrid.
Im März 2023 erhielt Axel Schmitt am Rande der Gastromesse Internorga in Hamburg den „Gastrostern“, somit als Bäcker eine Auszeichnung, die üblicherweise an Starköche oder Chefs großer Gastronomie-Unternehmen verliehen wird. Die Laudatio hielt Starkoch Johann Lafer.